# John Latham (Künstler)
John Aubrey Clarendon Latham (* 23. Februar 1921 in Livingstone, Nordrhodesien; † 1. Januar 2006 in London) war ein rhodesisch- britischer Konzeptkünstler, Maler, Bildhauer und Performancekünstler.

## Leben und Werk
John Latham wurde 1921 in Livingstone, heute alternativ Maramba in Nordrhodesien, jetzt Sambia, geboren. Er war Sohn englischer Eltern und ging in Winchester zur Schule. Während des Zweiten Weltkrieges gehörte er zur Royal Naval Reserve (RNR) und führte als Lieutenant ein Motortorpedoboot der Royal Navy.
1946 schrieb er sich an der University of Westminster (früher: Regent Street Polytechnic) ein. Von 1947 bis 1951 studierte er Malerei am Chelsea College of Art and Design. John Latham und Barbara Steveni heirateten in den frühen 1950er Jahren, sie haben zwei Söhne und eine Tochter.
Latham arbeitete im Bereich Konzeptkunst, Performancekunst. Er schuf Gemälde, Filme und Videos. 1958 begann er zerrissene, übermalte und verbrannte Bücher zu Assemblagen zu verarbeiten.
John Latham entwickelte seine eigene Philosophie der Zeit als Ereignisstruktur.

## Skoob
Die Zerstörung und Parodie auf Wissenssysteme in Lathams Arbeit zeigt sich in seinem Projekt Skoob (rückwärts buchstabiert Books). Diese Aktion fand 1966, während er an dem Central Saint Martins College of Art and Design als Teilzeitkraft Seminare abhielt, statt. Er lud seine Studenten zu einer Party ein, und die Gäste schlossen sich seiner rituellen Zeremonie an, nämlich dem Kauen und anschließende ausspucken von Clement Greenbergs Werken zur Kunst und Kultur. Die Überreste wurden dann in Maische vergoren, destilliert und in einem Reagenzglas ordnungsgemäß mit dem Ledereinband und dem Titel Spit and Chew versehen, an den Platz des ehemaligen Buches in die Bibliothek zurückstellt. Da das Buch nicht in lesbarer Form zurückgegeben wurde, wurde er nach dieser Aktion aus seiner Tätigkeit an der St. Martins School entlassen. Latham wertete dies als seine erste wichtige Konfrontation mit den Behörden.
Latham ging dazu über aus der Encyclopædia Britannica Türme zu stapeln und diese anzuzünden. Da Bücher nicht nur Objekte sind, sondern auch die Idee von Zivilisation und Aufklärung verkörpern, bekam er viel Resonanz auf diese Werke, die in der Zeit nach dem Ende des Nationalsozialismus tiefe Ängste und Gefühle in den Betrachtern hervorriefen.
Schöpfung und Zerstörung standen in den 1970er und 1980er Jahren im Mittelpunkt seiner künstlerischen Praxis. Latham war befreundet mit den Performancekünstlern Gustav Metzger und Yoko Ono.

## Artist Placement Group (APG)
Im Jahr 1966 gründete Latham mit seiner Frau Barbara Stevini die Artist Placement Group, die die Bezüge zwischen Künstlern und Industriegesellschaft untersucht. Dies ist ein soziologisches und ästhetisches Programm, bei dem Künstler in Positionen in Industrie, Wissenschaft und Politik gebracht werden sollen, um Alternativen zu entwickeln. Befreundete Künstler wie Maurice Agis, Stuart Brisley, Barry Flanagan, David Hall, Ian MacDonald-Munro, Anna Ridley und Jeffrey Shaw schlossen sich an. Nachdem Joseph Beuys Latham 1977 zu einer Diskussion auf der documenta 6 einlud, ergaben sich in den 1980er Jahren viele neue Kontakte und Praktika.

## Flat Time House (FTHo)
2003 erklärte John Latham sein Haus zu einer lebenden Skulptur und nannte es, nach seiner Theorie der Zeit Flat Time House (FTHo). Er öffnete es bis zu seinem Tode jedem, der bereit war, über Kunst nachzudenken. Auch heute noch steht das Haus für vielfältige künstlerische Aktivitäten zur Verfügung.

## Ausstellungen
John Latham hatte Einzelausstellungen im MoMA PS1, New York (2006), Tate Britain, London (2005), Staatsgalerie Stuttgart, Germany (1991), Palais des Beaux-Arts de Bruxelles, Brüssel (1984) und der Kunsthalle Düsseldorf, Düsseldorf (1975). Sein Werk wurde auf zahlreichen Gruppenausstellungen, u. a. 1977 auf der documenta 6 in Kassel, und 2005 auf der 51. Biennale di Venezia gezeigt.